# Ricarda Walkling
Ricarda Walkling (Hannover, 19 maart 1997) is een voetbalspeelster uit Duitsland. Ze speelt als middenvelder voor SV Werder Bremen in de Bundesliga.

## Clubcarrière
Ricard Walkling begon met voetballen bij SV Obergrisbach. Na een periode van twee jaar bij TSV Schwaben Augsburg, werd ze in 2010 opgepikt door jeugdopleiding van FC Bayern München. In 2013 werd ze met de B-Junioren van FC Bayern München kampioen van de B-Junioren Bundesliga. Op 29 september 2013 maakte Walkling haar debuut in de hoofdmacht van FC Bayern München in een DFB Cup. Een week later volgde ook Walklings debuut in de Bundesliga in een wedstrijd tegen BV Cloppenburg. In dezelfde wedstrijd maakte Walkling ook gelijk haar eerste doelpunt in de Bundesliga door in de extra tijd de einduitslag op 5-2 te bepalen. Walkling maakte haar minuten vooral in het B-juniorenteam van FC Bayern München waarmee ze in 2014 opnieuw kampioen werd. Op 16 mei 20216 nam Walkling afscheid van FC Bayern München in een 1-1 gelijkspel tegen TSG 1899 Hoffenheim. In 2016 vertrok Walkling naar de Verenigde Staten om te gaan voetballen en studeren aan de North Carolina State University. Walkling speelde haar voetbalwedstrijden voor het voetbalteam 'Wolfpack'. Op 30 januari 2020 keerde Walkling terug in Duitsland en verbond ze zich aan SV Werder Bremen. Met deze club komt ze sindsdien onafgebroken uit in de Bundesliga.

## Statistieken
| Seizoen | Club                 | Competitie     | Competitie | Competitie | Beker | Beker | Overig | Overig | Totaal | Totaal |
| Seizoen | Club                 | Competitie     | Wed.       | Dlp.       | Wed.  | Dlp.  | Wed.   | Dlp.   | Wed.   | Dlp.   |
| ------- | -------------------- | -------------- | ---------- | ---------- | ----- | ----- | ------ | ------ | ------ | ------ |
| 2013/14 | FC Bayern München II | 2de Bundesliga | 9          | 1          | 0     | 0     | 0      | 0      | 9      | '1     |
| 2014/15 | FC Bayern München II | 2de Bundesliga | 10         | 3          | 0     | 0     | 0      | 0      | 10     | 3      |
| 2015/16 | FC Bayern München II | 2de Bundesliga | 18         | 3          | 0     | 0     | 0      | 0      | 18     | 3      |
| 2013/14 | FC Bayern München    | Bundesliga     | 9          | 1          | 0     | 0     | 0      | 0      | 9      | 1      |
| 2014/15 | FC Bayern München    | Bundesliga     | 0          | 0          | 0     | 0     | 0      | 0      | 0      | 0      |
| 2015/16 | FC Bayern München    | Bundesliga     | 0          | 0          | 0     | 0     | 0      | 0      | 0      | 0      |
| 2019/20 | SV Werder Bremen     | 2de Bundesliga | 1          | 0          | 0     | 0     | 0      | 0      | 1      | 0      |
| 2020/21 | SV Werder Bremen     | Bundesliga     | 22         | 2          | 0     | 0     | 0      | 0      | 22     | 2      |
| 2021/22 | SV Werder Bremen     | Bundesliga     | 22         | 0          | 0     | 0     | 0      | 0      | 22     | 0      |
| 2022/23 | SV Werder Bremen     | Bundesliga     | 15         | 1          | 0     | 0     | 0      | 0      | 15     | 1      |
| 2023/24 | SV Werder Bremen     | Bundesliga     | 16         | 0          | 0     | 0     | 0      | 0      | 16     | 0      |
| Totaal  | Totaal               | Totaal         | 116        | 11         | 12    | 5     | 0      | 0      | 128    | 169    |

Bijgewerkt t/m 18 mei 2024.

## Interlandcarrière
Reena Wichmann maakte haar debuut als jeugdinternational op 11 september 2012 voor Duitsland onder 16 in een vriendschappelijke interland tegen de leeftijdsgenoten van Noorwegen die met 3-1 werd gewonnen. Op 30 januari 2013 debuteerde Wichmann voor Duitsland onder 17 in een wedstrijd tegen de leeftijdsgenoten van Verenigde Staten. In haar vijfde wedstrijd voor Duitsland onder 17 wist Walkling een hattrick te maken tegen Zwitserland. Met Duitsland onder 17 kwam Walkling uit op EK 2014 in Engeland waarop ze met haar land Europees kampioen werd door de leeftijdsgenoten van Spanje na penalty's te verslaan. In de halve finale maakte Walkling de enige en winnende treffer tegen Italië.
1 Peng ·
3 Janzen ·
5 Ulbrich ·
6 Wichmann ·
8 Weiß ·
9 Weidauer ·
10 Mahmoud ·
11 Sternad ·
13 Walkling ·
14 Brandenburg ·
15 Sehan ·
16 Bernhardt ·
17 Dahl ·
18 Hausicke ·
19 Matheis ·
20 Meyer ·
21 Hahn ·
22 Dieckmann ·
23 Németh ·
27 Lührßen ·
28 Wirtz ·
29 Kunkel ·
31 Etzold ·
32 Pettersen ·
33 Pérez Jaramillo ·
37 Dahms ·
39 Behrens ·
Coach: Horsch